# 1,2-difenylhydrazine
1,2-difenylhydrazine is een toxische organische verbinding met als brutoformule C12H12N2. De stof komt voor als witte tot gele kristallen.

## Toepassingen
1,2-difenylhydrazine is een intermediaire stof in de synthese van de geneesmiddelen fenylbutazon (ontstekingsremmer) en sulfinpyrazon (middel tegen jicht). Het is tevens een prestatiebevorderend additief in motorbrandstofmengsels van benzine en alcoholen (methanol en/of ethanol).
De verbinding werd in het verleden gebruikt voor de productie van benzidine, waarmee kleurstoffen werden bereid.

## Toxicologie en veiligheid
1,2-difenylhydrazine ontleedt bij verhitting of bij verbranding met vorming van giftige dampen, waaronder stikstofoxiden. Het reageert met minerale zuren, waarbij benzidine ontstaat.